# Phalanta phalantha
Phalanta phalantha là một loài bướm ngày trong họ Nymphalidae.

## Đặc điểm
P. phalantha là một loài bướm kích thước trung bình với sải cánh 50–55 mm có các đốm đen. Mặt dưới thân bướm sáng màu hơn, bề ngoài con đực và cái tương tự nhau.

## Phân bố và phân loài
Loài bướm này sống ở châu Phi hạ Sahara và châu Á với nhiều phân loài khác nhau.
- Phalanta phalantha phalantha
- Phalanta phalantha luzonica Fruhstofer (Philippines)
- Phalanta phalantha columbina (Cramer) (nam Trung Quốc, Hải Nam và có lẽ cả Đài Loan)
- Phalanta phalantha araca (Waterhouse & Lyell, 1914) (Darwin)
- Phalanta phalantha aethiopica (Rothschild & Jordan, 1903) (Madagascar, Seychelles, Aldabra, Comoro, châu Phi nhiệt đới)
- Phalanta phalantha granti (Rothschild & Jordan, 1903) (đảo Socotra)

## Tình trạng
Chúng phân bố rộng và phổ biến. Từ các ngọn đồi ở Sri Lanka tới độ cao 3000 m ở Himalayas và toàn bộ châu Phi hạ Sahara.

## Cây ấu trùng
Cây thức ăn là các loài của họ Bixaceae. Nó đã được quan sát đẻ trứng trên Flacourtia indica, Flacourtia montana, Smilax, Xylosma longifolium, và Salix.
Cây ấu trùng ký sinh ở các họ Acanthaceae, Compositae, Flacourtiaceae, Primulaceae, Salicaceae, Rubiaceae, Violaceae và các loài như Barleria prionitis, Canthium parviflorum, Coffea arabica, Dovyalis caffra, Dovyalis gardnerii, Dovyalis hebecarpa, Dovyalis macrocalyx, Dovyalis rotundifolia, Flacourtia indica, Flacourtia inermis, Flacourtia jangomas, Flacourtia montana, Flacourtia ramontchii, Mangifera indica, Maytenus buchanii, Melaleuca leucadendra, Petalostigma quadriloculare, Populus alba, Populus × canescens, Populus deltoides, Salix babylonica, Salix tetrasperma, Salix warburgii, Scolopia chinensis, Scolopia oldhami, Scolopia scolopia, Smilax tetragona, Tridax procumbens, Trimeria grandifolia, Xylosma racemosa.

## Vòng đời

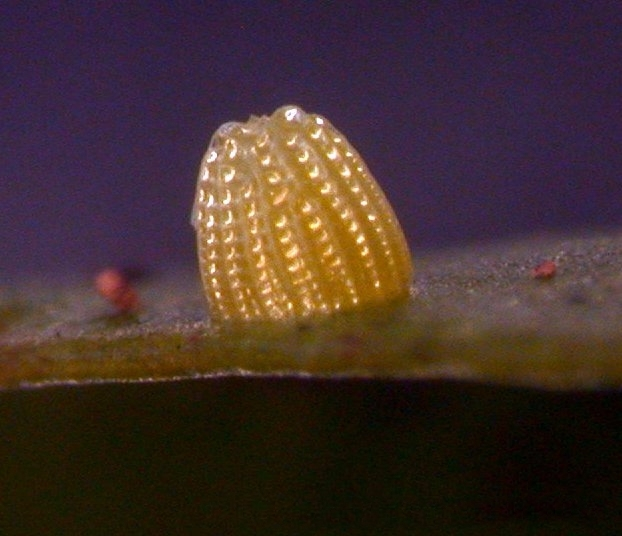
Trứng
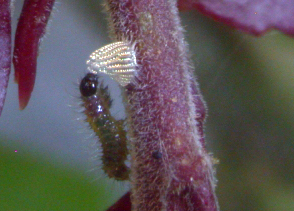
Ấu trùng
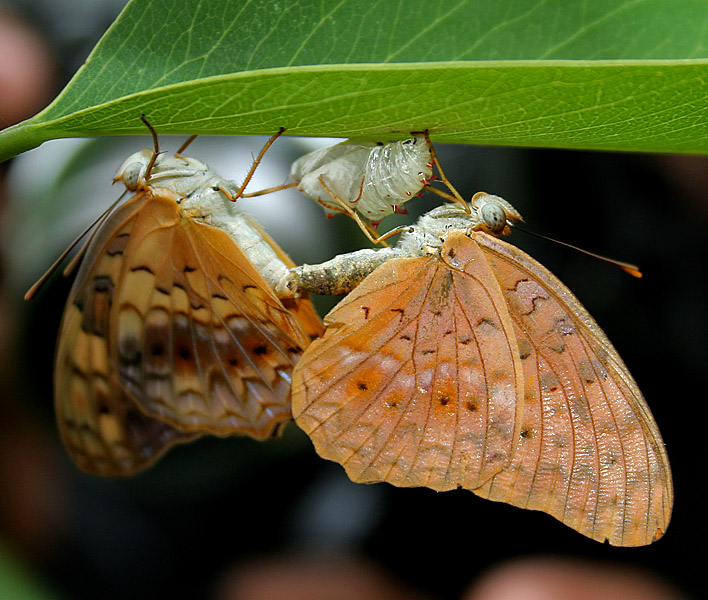
Một cặp bướm giao phối tại Hyderabad, Ấn Độ